# Stefan Aust

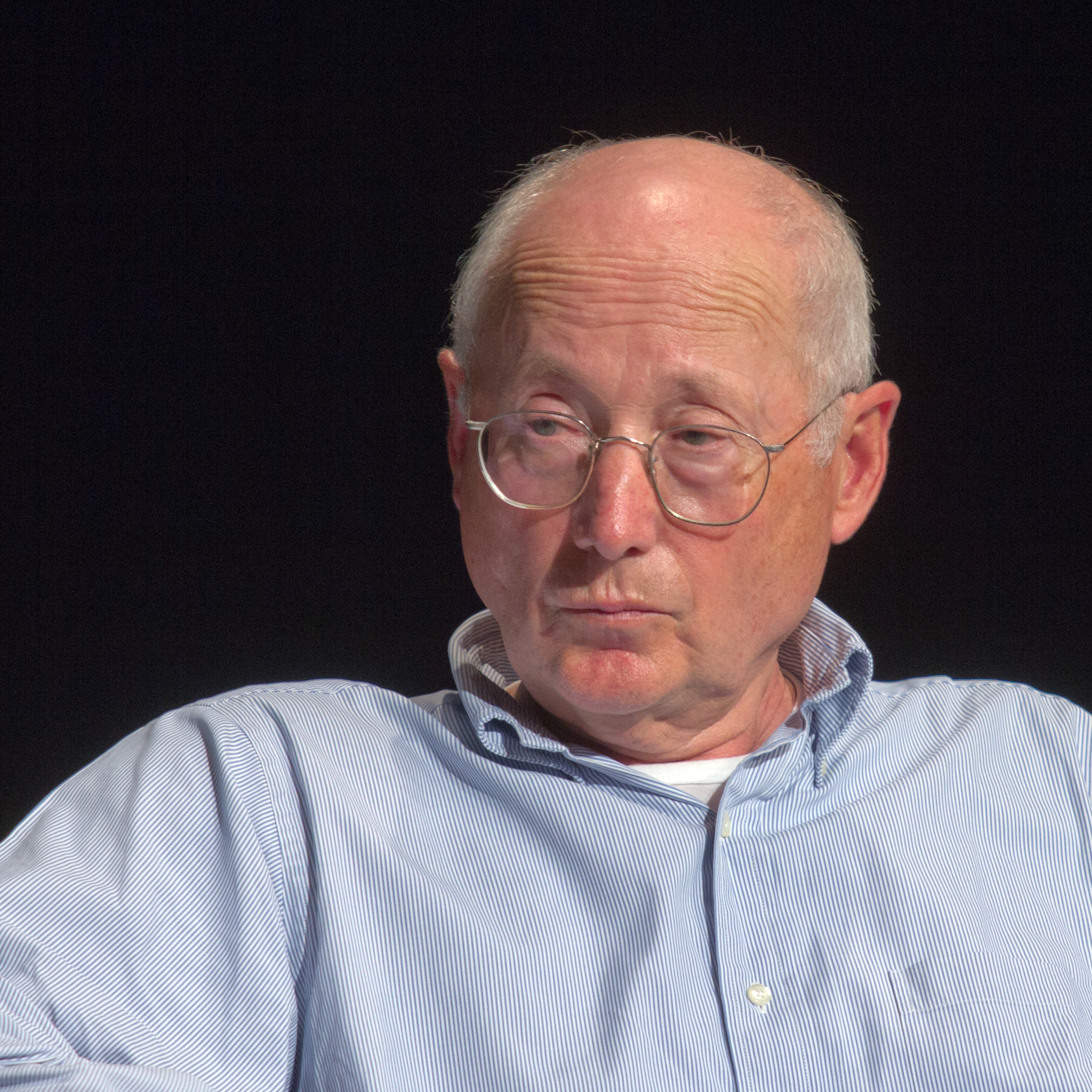
Stefan Aust (2014)

Stefan Reinhard Aust (* 1. Juli 1946 in Stade) ist ein deutscher Journalist und Autor. Er war von 1994 bis 2008 Chefredakteur des Nachrichtenmagazins Der Spiegel. Von 2014 bis 2024 war Aust Herausgeber der Tageszeitung Die Welt, deren Chefredakteur er zudem von Januar bis September 2016 war.

## Leben

### Frühes Leben, Ausbildung
Stefan Aust ist ältester Sohn des Landwirts Reinhard Aust (geb. 1905) und seiner Frau, der Buchhalterin Ilse, geb. Hartig (1923–2004). Er wuchs mit vier Geschwistern auf einem Bauernhof (ca. 15 Hektar) in Stadersand auf, wo seine Familie bis Anfang der 1960er Jahre eine kleine Milch- und Obstwirtschaft betrieb. Sein Vater war mit 18 Jahren nach Amerika ausgewandert und kehrte im Sommer 1939 nach Deutschland zurück. Sein Großvater war Kaufmann und Reeder.
Aust erlangte sein Abitur am Gymnasium Athenaeum in Stade. Erste journalistische Erfahrungen sammelte Aust in der Arbeit für die dortige Schülerzeitung Wir, dabei lernte er bereits die späteren Journalisten Henryk M. Broder und Wolfgang Röhl kennen. Ein BWL-Studium brach er nach wenigen Wochen ab. Über Wolfgang Röhl, den jüngeren Brüder des dortigen Chefredakteurs Klaus Rainer Röhl, kam Aust nach dem Abitur zu der linken Publikumszeitschrift konkret, wo er sich zunächst um das Layout kümmerte.

### Journalist, 1966–1986
Von 1966 bis 1969 arbeitete Aust als Redakteur bei der Zeitschrift konkret sowie den St. Pauli-Nachrichten. Nach eigener Aussage war er nie Anhänger des Kommunismus. 1969 war er ein halbes Jahr lang in den USA, wo er sich nach eigenen Erzählungen in einem kleinen Wanderzirkus als Unterwasser-Entfesselungskünstler versuchte. Ab 1970 war er Mitarbeiter des Norddeutschen Rundfunks.
Im September 1970 befreite er auf eigene Faust und mit Hilfe eines Aussteigers der RAF, Peter Homann, die Schwestern Bettina und Regine Röhl. Die Zwillinge sind die Töchter von Ulrike Meinhof und dem damaligen konkret-Herausgeber Klaus Rainer Röhl, die von Mitgliedern der RAF nach Sizilien verschleppt worden waren. Aust brachte sie zu ihrem Vater. Nach einer anderen Darstellung entführte Aust die beiden Kinder – die nach Ulrike Meinhofs Willen vor ihrem Vater (aus nicht genau genannten Gründen) geschützt werden und später bei Meinhofs Schwester aufwachsen sollten – in einer Blitzaktion aus Sizilien und brachte sie zu ihrem Vater, obwohl Ulrike Meinhofs Anwälte in einem schwebenden Sorgerechtsstreit um die Kinder gegen die vorläufige Übertragung des Aufenthaltsbestimmungsrechts auf Klaus-Rainer Röhl Beschwerde eingelegt hatten.
Nach seinen eigenen Angaben sollen Andreas Baader, Horst Mahler und andere einmal versucht haben, Aust zu ermorden. Er sei allerdings vorgewarnt worden und nachts durch einen Hinterausgang entkommen, „so dass Baader & Co. unverrichteter Dinge wieder abziehen mussten“.
Von 1972 bis 1986 arbeitete Aust für das Fernsehmagazin Panorama.
Er interviewte den Hausbesetzer Klaus-Jürgen Rattay am Tag vor dessen Tod in Zusammenhang mit einem Polizeieinsatz zur Räumung von acht besetzten Häusern in Berlin, dessen Ablauf nie vollständig geklärt wurde.

### 1988–2007: Chefredakteur bei Spiegel TV und Spiegel-Printausgabe

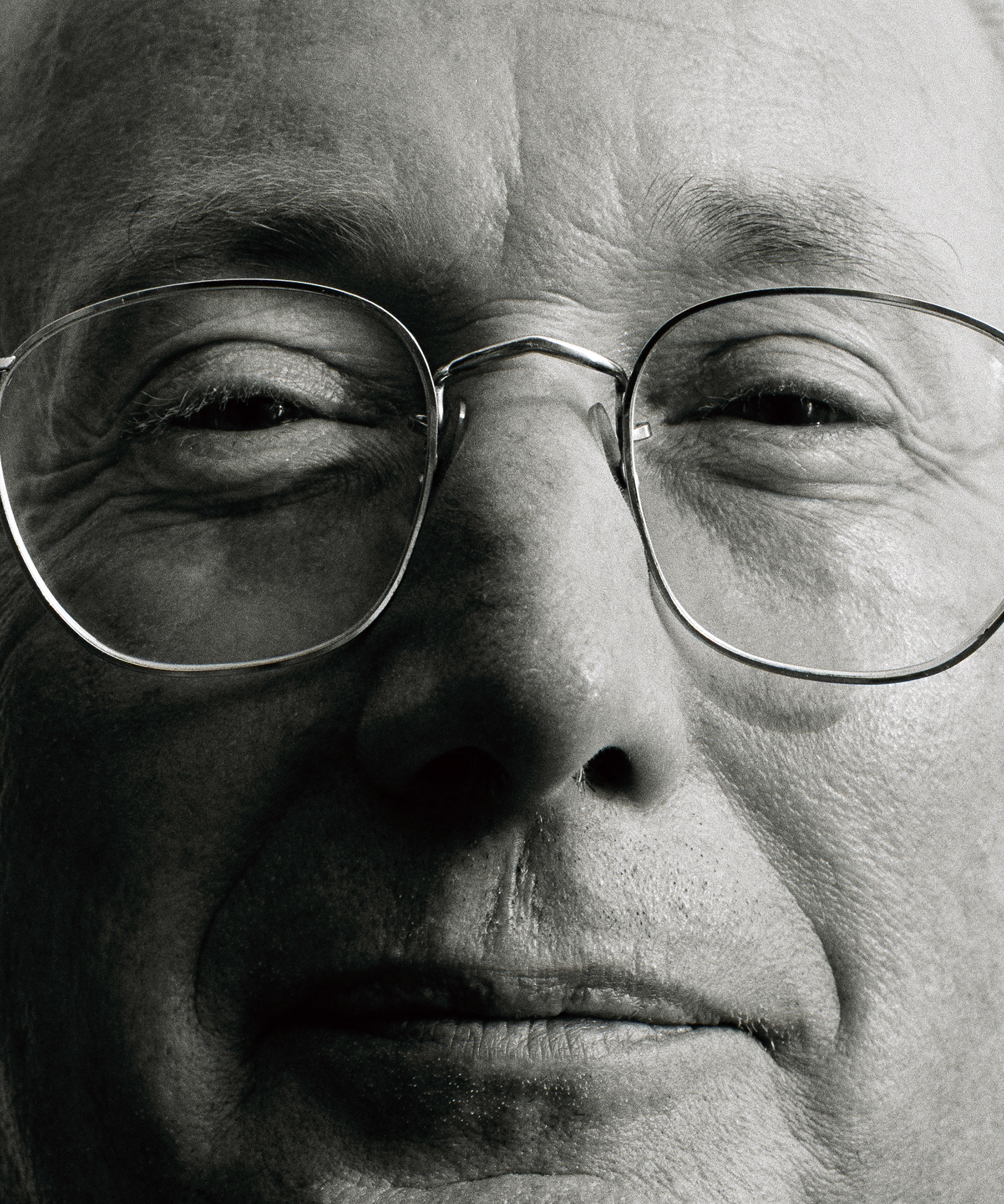
Stefan Aust fotografiert von Oliver Mark, Hamburg 2005

Ab Mai 1988 war Aust Chefredakteur für das Spiegel TV Magazin. Anfangs kritisch kommentiert, konnte Aust mit Journalen und Dokumentationen eine gewinnträchtige Verlagsabteilung entwickeln. Zum Chefredakteur des Spiegel wurde Aust am 16. Dezember 1994 ernannt; er schied daher aus der Spiegel-TV-Redaktion aus. Seit Juli 1995 war Aust auch Geschäftsführer der Spiegel TV GmbH. Er moderierte die Fernsehsendung regelmäßig.
Am 7. Mai 2001 gründete er gemeinsam mit der Produktionsfirma dctp den mittlerweile durch DMAX ersetzten Spiegel-TV-Ableger XXP. Der Sender XXP wurde an Discovery Channel verkauft. Am 6. Juli 2007 gab Aust seinen Posten als Geschäftsführer der Spiegel TV GmbH ab, er wurde stattdessen Herausgeber der Sendereihe.
Im Oktober 2005 kam es von Seiten zweier Gesellschafter des Blattes (Mitarbeiter KG und Augstein-Erben) zu einem medial viel beachteten Konflikt mit Aust; ihm wurden „Qualitätsmängel in der Berichterstattung“ vorgeworfen. Er setzte sich unter Verweis auf die Statuten des Magazins durch, die der Redaktion komplette journalistische Unabhängigkeit garantieren.
Kritiker hatten Aust schon länger vorgeworfen, seine Arbeit mit privaten Interessen zu verquicken. So wurden Vorwürfe laut, er stehe hinter der besonders negativen Berichterstattung des SPIEGEL über die Stromerzeugung durch Windkraft, da Windkraftanlagen Austs eigene Pferdezucht bedroht hätten. Außerdem hatte Aust einen Artikel der Redakteure Harald Schumann und Gerd Rosenkranz abgelehnt, in dem vergleichsweise positiv über die Windenergie berichtet wurde. Kurze Zeit später wurde Windenergienutzung in einer Titelgeschichte scharf kritisiert („Der Windmühlen-Wahn“, Spiegel 14/2004). Schumann soll Berichten zufolge von „Desinformation“ und „Propaganda“ gesprochen und aus diesem Grund seine Kündigung eingereicht haben.
Am 15. November 2007 wurde bekannt, dass die Gesellschafter des SPIEGEL-Verlags einvernehmlich und auf Initiative der Mitarbeiter-KG beschlossen hatten, Austs Vertrag über den 31. Dezember 2008 hinaus nicht zu verlängern. Dem 61-Jährigen seien „schlechter Führungsstil und mangelnde Innovationskraft“ zur Last gelegt worden. Am 5. Februar 2008 wurde Aust mit sofortiger Wirkung freigestellt. An seine Stelle traten Mathias Müller von Blumencron, bisher Chefredakteur von Spiegel Online, und Georg Mascolo, bis zu diesem Zeitpunkt Leiter des SPIEGEL-Hauptstadtbüros Berlin. Aust reichte gegen seine Kündigung Klage ein.
Am 7. März 2008 gaben SPIEGEL und Aust bekannt, man habe sich auf Grundlage einer außergerichtlichen Einigung darauf verständigt, dass Aust mit sofortiger Wirkung nicht mehr in Diensten des Verlages stehe. Über Einzelheiten und die Höhe seiner Abfindung wurde zunächst nichts bekannt. Der Journalist Hans Leyendecker sprach später von ungefähr vier Millionen Euro, die Aust erhalten habe.
2008 führte Erich Wiedemann ein Interview mit Stefan Aust, dessen Vertrag als Chefredakteur des Spiegel wenige Monate zuvor durch den Verlag beendet worden war, und berichtete in Cicero, Aust mache die SPD für seinen Sturz verantwortlich. Deren Funktionäre hätten nach der negativen Berichterstattung des Spiegel über die SPD vor der Bundestagswahl 2005 beschlossen, mit Mario Frank einen Mann ihres Vertrauens als Chefredakteur zu lancieren. Aust dementierte, dies gesagt zu haben, und erklärte, nicht die SPD, sondern die Gesellschafter des Spiegel hätten ihn gestürzt. Wolfram Weimer, damaliger Chefredakteur von Cicero, hielt dagegen, alle Zitate in dem Artikel seien von Aust autorisiert gewesen, darauf habe er Wert gelegt.

### Seit 2008
Seit Anfang 2009 war Aust zur Hälfte an der Agentur agenda media GmbH beteiligt, die unter anderem für die WAZ-Mediengruppe Konzepte für Print, Fernsehen und Online entwickelte. 2015 wurde Agenda Media aufgelöst. Vor der Bundestagswahl 2009 produzierte und moderierte Aust mit Sabine Christiansen fünf Sendungen für Sat.1.
Über seine Zeit beim SPIEGEL äußerte sich Aust im Juni 2011 in einem Interview mit Gentlemen’s Quarterly: „Ich habe das 13 Jahre lang gemacht, hab da eine sehr gute Zeit gehabt, aber eigentlich war es zu lang. Es ist eine unglaublich reizvolle Aufgabe, spannend, aber auch ziemlich aufreibend. Zum Schluss etwas unerfreulich, man hätte meinen Abgang auch eleganter lösen können […] Aber am Ende war ich heilfroh, dass ich da raus war.“
Am 16. Juni 2010 gab die ProSiebenSat.1 Media bekannt, dass der Nachrichtensender N24 samt Produktionsgesellschaft an ein Bieterkonsortium, an dem Aust beteiligt ist, veräußert wurde. Aust war mit 26 % an der N24 Media beteiligt und zugleich als Geschäftsführer tätig.
Seit 1. November 2011 ist Aust Autor für die Wochenzeitung Die Zeit.
2013 warfen Reporter des NDR sowie die Menschenrechtler Christoph Strässer und Emin Milli der von Aust geleiteten agenda media und N24 bezahlte Propaganda für das vom „Alijew-Clan autoritär regierte Aserbaidschan“ vor.
Im Dezember 2013 wurde bekannt, dass Stefan Aust als Nachfolger von Thomas Schmid neuer Herausgeber der Tageszeitung Die Welt wird. Ab dem 1. Januar 2016 übernahm er zusätzlich kommissarisch die Aufgaben des ehemaligen Chefredakteurs Jan-Eric Peters, bis er am 6. September 2016 von Ulf Poschardt abgelöst wurde. Zum Ende des Jahres 2024 beendete Aust seine Tätigkeit als Herausgeber der Tageszeitung Die Welt und wurde auch hier wieder von Ulf Poschardt abgelöst.
Aust verfasste eine Biografie über den Journalisten und Autor Konrad Heiden, die 2016 erschien. Heiden war einer der erfolgreichsten publizistischen Gegner des Nationalsozialismus in den 1930er- und 1940er-Jahren, doch nach dem Ende des Zweiten Weltkriegs geriet er schnell in Vergessenheit. Aust hatte es sich zum Ziel gesetzt, Heiden wieder zurück ins allgemeine Gedächtnis zu holen. Kritisch bewertet wurde die Biographie vom Gießener Historiker Markus Roth. Er wies nach, dass Aust an vielen Stellen Textpassagen nahezu wortwörtlich von Heiden übernommen hat, ohne dies kenntlich zu machen.
Unter dem Titel Zeitreise: Die Autobiografie veröffentlichte Aust am 31. Mai 2021 seine Memoiren. Im Dezember 2023 folgte die Veröffentlichung der daraus entstandenen 10-teiligen Dokumentationsreihe Zeitreise im Videoformat, welche seither in der Mediathek von WELT Zeitgeschichte abrufbar ist.
2023 erwirkte Aust eine einstweilige Verfügung gegen das ZDF Magazin Royale, weil ein Foto, das ihn angeblich zeigen sollte, auf einem fiktiven RAF-Plakat mit Schauspieler Volker Bruch zu sehen war. Im Anschluss wurde die betreffende Sendung vom ZDF depubliziert.

### Privates
Aust wohnt in Lamstedt (Niedersachsen) und in Hamburg-Blankenese. Er betreibt in Armstorf bei Bremervörde einen Reiterhof mit Hannoveraner-Gestüt. Für seine Zuchttiere erzielte er auf einer Pferdeauktion hohe Preise.
Aust ist verheiratet und Vater zweier Töchter.

## Positionen
Stefan Aust bezweifelt die Rolle der anthropogenen Treibhausgasemissionen als Ursache der Erderwärmung, wie auch die Stärke der von Wissenschaftlern wie den „Potsdamer Klimaforschern“ prognostizierten Folgen. Er vertritt die These einer umgekehrten Kausalität: dass Klimaänderungen Änderungen des Kohlendioxid-Gehalts der Luft bewirken. Maßnahmen zum Klimaschutz lehnt er ab. Er hält den „Wirbel“ um die Erderwärmung für  „völlig übertrieben“ und einen „Hype“ und bezeichnete Fridays for Future als „moderne[n] Kinderkreuzzug“.

## Auszeichnungen
- 1989 – Adolf-Grimme-Preis mit Silber für Spiegel TV
- 1991 – DIVA – Deutscher Entertainment Preis
- 1997 – Verdienstkreuz 1. Klasse
- 2003 – Goldene Feder für seine langjährige journalistische Tätigkeit
- 2005 – Goldene Kamera in der Kategorie TV-Journalismus
- 2008 – Ernst-Schneider-Preis für Wettlauf um die Welt, zusammen mit Claus Richter
- 2014 – Georg-August-Zinn-Preis
- 2016 – Ernst-Dieter-Lueg-Preis
- 2018 – Niedersächsischer Staatspreis

## Werke
Ab 1980 hat Aust verschiedene Bücher zu meist politischen Themen verfasst:
- Kennwort 100 Blumen – Verwicklung des Verfassungsschutzes in den Mordfall Ulrich Schmücker. Konkret Literatur Verlag, Hamburg 1980, ISBN 3-922144-04-7.
- Hausbesetzer: Wofür sie kämpfen, wie sie leben und wie sie leben wollen. Hoffmann und Campe, Hamburg 1981, ISBN 3-455-08765-5 (mit Sabine Rosenbladt).
- Brokdorf: Symbol einer politischen Wende. Hoffmann und Campe, Hamburg 1981, ISBN 3-455-08782-5.
- Der Baader-Meinhof-Komplex. Hoffmann und Campe, Hamburg 1985, ISBN 3-455-08253-X (erweitert und aktualisiert: Hoffmann und Campe, Hamburg 1997, ISBN 3-455-11230-7; Hoffmann und Campe, Hamburg 2008, ISBN 978-3-455-50029-5; Hoffmann und Campe, Hamburg 2017, ISBN 978-3-455-00033-7. Daneben auch Taschenbuchausgaben)
- Mauss – ein deutscher Agent. Hoffmann und Campe, Hamburg 1988, ISBN 3-455-08641-1 (Neuausgabe 1999, ISBN 3-442-12957-5).
- Der Pirat: Die Drogenkarriere des Jan C.. Hoffmann und Campe, Hamburg 1990, ISBN 3-455-08367-6 (Taschenbuchausgabe 2000, ISBN 3-442-15046-9).
- Die Flucht: Über die Vertreibung der Deutschen aus dem Osten. Spiegel-Buchverlag, Hamburg 2002, ISBN 3-421-05682-X.
- Der Lockvogel: Die tödliche Geschichte eines V-Mannes zwischen Verfassungsschutz und Terrorismus. Rowohlt, Reinbek 2002, ISBN 3-498-00063-2 (Taschenbuchausgabe 2003, ISBN 3-499-61638-6).
- 11. September. Geschichte eines Terrorangriffs. DVA, Stuttgart 2002, ISBN 3-421-05656-0 (mit Cordt Schnibben).
- Irak: Geschichte eines modernen Krieges. Spiegel-Buchverlag, Hamburg 2003, ISBN 3-421-05804-0 (hrsg. mit Cordt Schnibben).
- Die Gegenwart der Vergangenheit: Der lange Schatten des Dritten Reichs. DVA, München 2004, ISBN 3-421-05754-0 (hrsg. mit Gerhard Spörl).
- Der Fall Deutschland: Abstieg eines Superstars. Piper, München 2005, ISBN 3-492-04831-5 (mit Claus Richter, Gabor Steingart, Matthias Ziemann).
- Wettlauf um die Welt: Die Globalisierung und wir. Piper, München 2007, ISBN 978-3-492-05032-6 (mit Claus Richter, Matthias Ziemann).
- Deutschland, Deutschland: Expedition durch die Wendezeit. Hoffmann und Campe, Hamburg 2009, ISBN 978-3-455-50132-2.
- Mit Konfuzius zur Weltmacht: Das chinesische Jahrhundert. Quadriga, Berlin 2012. ISBN 978-3-86995-032-7 (mit Adrian Geiges).
- Hitlers Menschenhändler. Das Schicksal der »Austauschjuden«. Rotbuch, Berlin 2013. ISBN 978-3-86789-186-8 (mit Thomas Ammann).
- Heimatschutz. Der Staat und die Mordserie des NSU. Pantheon Verlag München 2014, ISBN 978-3-570-55202-5 (mit Dirk Laabs).
- Digitale Diktatur: Totalüberwachung, Datenmissbrauch, Cyberkrieg. Econ, Berlin 2014, ISBN 978-3-430-20182-7 (mit Thomas Ammann).
- Hitlers erster Feind: Der Kampf des Konrad Heiden. Rowohlt, Reinbek 2016, ISBN 978-3-498-00090-5. (Rezension eins: Markus Roth: taz.de taz, 27. Juni 2017, S. 15, Rezension zwei: Oliver Pfohlmann in NZZ, 4. Jan. 2017: Ein früher Feind der Nazis,)
- Zeitreise: Die Autobiografie. Piper, München 2021, ISBN 978-3-492-07007-2.
- Xi Jinping. Der mächtigste Mann der Welt. Piper, München 2021, ISBN 978-3-492-07006-5 (mit Adrian Geiges).

Zwei seiner Bücher wurden verfilmt: Der Pirat im Jahr 1997 von Regisseur Bernd Schadewald und Der Baader Meinhof Komplex 2008 von Uli Edel.

## Filmografie
Aust hat als Autor bzw. Regisseur verschiedener Dokumentationen und Spielfilme gewirkt:
- 1976: Tod in Stammheim – der Weg der Ulrike Meinhof
- 1980: Der Kandidat – Co-Drehbuch, Co-Regie mit Alexander Kluge, Volker Schlöndorff, Alexander von Eschwege
- 1982: Krieg und Frieden – Co-Drehbuch, Co-Regie mit Alexander Kluge, Volker Schlöndorff, Axel Engstfeld
- 1983: Sag Nein – Regie
- 1986: Stammheim – Drehbuch (Regie: Reinhard Hauff)
Ausgezeichnet mit dem Goldenen Bären auf den Filmfestspielen Berlin
- 1986: Baader-Meinhof – Drehbuch und Regie (zweiteilige WDR-Dokumentation über die RAF)
- 2005: Fall Deutschland – dreiteilige Spiegel TV/ZDF-Dokumentation (mit Claus Richter) / Deutscher Fernsehpreis 2005
- 2007: Wettlauf um die Welt – dreiteilige Spiegel TV/ZDF-Dokumentation (mit Claus Richter)[51]
- 2007: Die RAF – zweiteilige Dokumentation für die ARD (mit Helmar Büchel)
- 2008: Der Baader Meinhof Komplex – Berater und Buchvorlage (mit Moritz Bleibtreu und Martina Gedeck)
- 2009: Wettlauf um die Welt – ZDF-Dokumentation (mit Claus Richter)
- 2009: Auferstanden aus Ruinen – ZDF-Dokumentation (mit Claus Richter)
- 2012: Die Jagd auf Adolf Eichmann. Dt. Version einer Dokumentation, 2 Teile, 115 Min. Moderation des Films der israelischen Regisseure Dan Setton und Daniel Paran. Mit Interviews von an der Suche Beteiligten wie Zvi Aharoni und Isser Harel. Originaltitel: L'Hidato Shel Adolf Eichmann, Israel, 1994, 91 Min.
- 2013: 45 Min – Der geplünderte Staat: Geheime Milliarden-Deals in Deutschland (mit Thomas Ammann), NDR
- 2015: An der Grenze – 24 Stunden an den Brennpunkten der Flüchtlingskrise, (N24/Welt) / Deutscher Fernsehpreis 2016
- 2016: Der NSU-Komplex – Buch und Regie (mit Dirk Laabs), ARD-Dokumentation im Auftrag von BR/MDR/NDR[52]
- 2023: WELT Zeitreise von Stefan Aust, 10-teilige Dokumentation[53]
- 2025: Stammheim – Zeit des Terrors